# Åby ängar
Åby ängar är ett naturreservat i Kristianstads kommun i Skåne län.
Området är naturskyddat sedan 2011 och är 124 hektar stort. Reservatet består av strandängar kring Araslövssjön och Hammarsjön. 